# Madecassophryne truebae
Madecassophryne truebae is een kikker uit de familie smalbekkikkers (Microhylidae). De soort werd voor het eerst wetenschappelijk beschreven door Jean Marius René Guibé in 1974. Het is de enige soort uit het geslacht Madecassophryne.
De kikker komt voor in Afrika en is endemisch in Madagaskar. Er is weinig bekend over de soort, zo is er slechts eenmaal een legsel aangetroffen maar kikkervisjes zijn nog niet gevonden. Ook is de kleur van levende dieren onbekend, geconserveerde exemplaren zijn donker van kleur en hebben gebandeerde achterpoten. De huid op de rug is korrelig van structuur.
Anilany · 
Anodonthyla · 
Cophyla · 
Madecassophryne · 
Plethodontohyla · 
Rhombophryne · 
Stumpffia